# Хрещатик, 6
«Будинок Закса» («Будинок трестів») — київський прибутковий будинок на Хрещатику, 6.
Будинок — яскравий зразок пізнього модерну. Рішенням виконавчого комітету Київської міськради народних депутатів № 1804 від 22 листопада 1982 року будівлю внесли до обліку пам'яток архітектури місцевого значення (охоронний номер 59).

## Історія ділянки

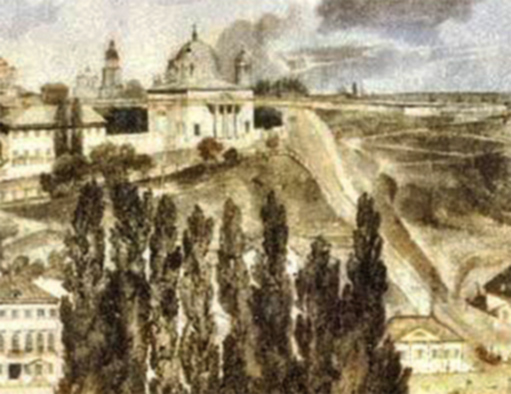
Дерев'яний будинок (нижній правий кут) на малюнку середини ХІХ ст.

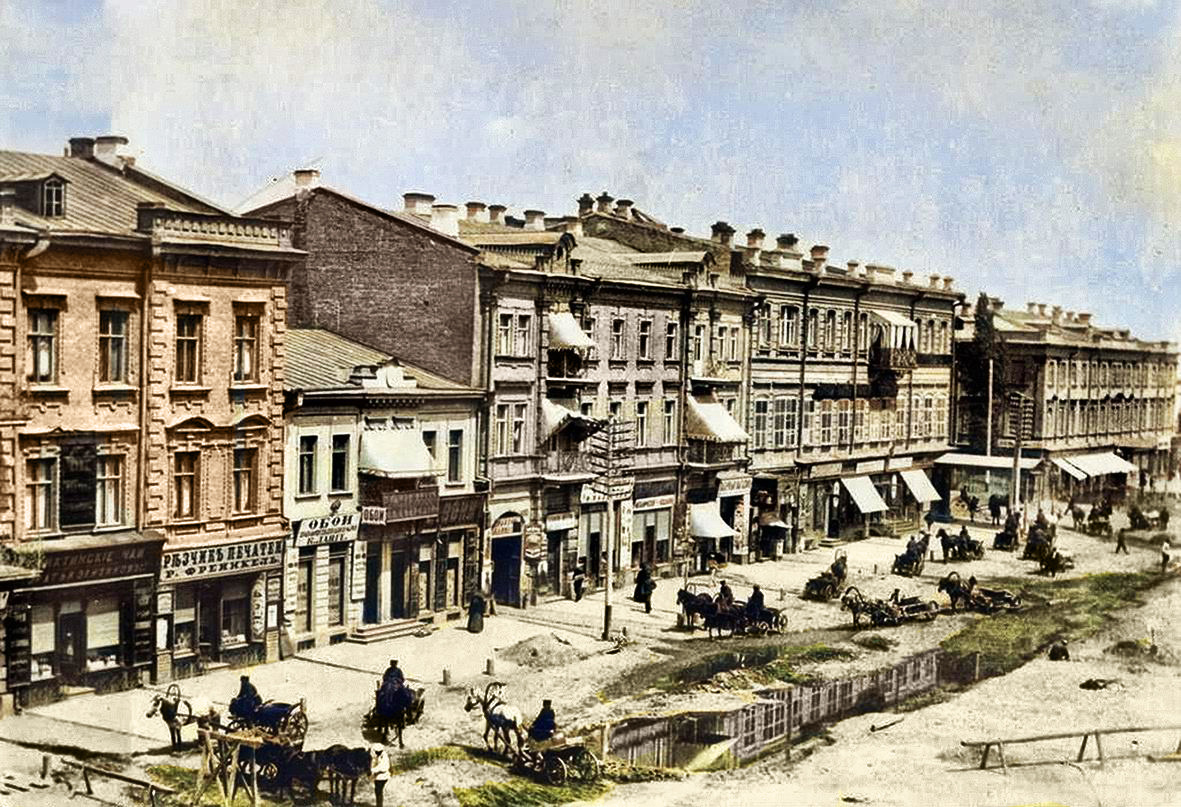
Зліва: будинки № 10 і № 8. У центрі: триповерховий будинок Ф. Кейля, на місці якого у 1912 році зведуть «Будинок Закса». Фото 1880-х

На початку ХІХ сторіччя ділянка на розі Хрещатика й Трьохсвятительської вулиці з дерев'яним будинком належала дворянці Ф. Самосадовій. 1818 року садибу придбав Х. Галкін. 1853 року його невістка уступила ділянку купцю Кіндрату Ховалкіну (†1880). Новий власник одразу збільшив свої володіння за рахунок наріжжя навпроти Олександрівського костелу. Згодом на цій території сформували кілька ділянок: № 4 і 6 на Хрещатику, № 1, 3, 5 на Трьохсвятительській і № 10 на Костельній вулиці.
1854 року у садибі спорудили спочатку одноповерховий цегляний будинок, а 1863 — двоповерховий цегляний будинок із мезоніном. На Костельній вулиці розташовувались флігелі і цегляна будівля зі стайнями.
У 1869 та 1873 роках садибу поділили на частини і продали. Власником ділянки № 6 площею 2 954 м² став купець другої гільдії, прусський підданий Ф. Кейль.
1874 року розпочалось зведення триповерхового будинку за проєктом архітектора Ромуальда Тустановського. Симетричний чоловий фасад був фланкований двома розкріповками з аттиками і неоренесансним декоруванням. У подвір'ї були господарські флігелі, кузня і майстерня. 1887 року після смерті Ф. Кейля ділянка перейшла його дружині Лідії-Емилії і дітям.

## Будівництво і використання споруди

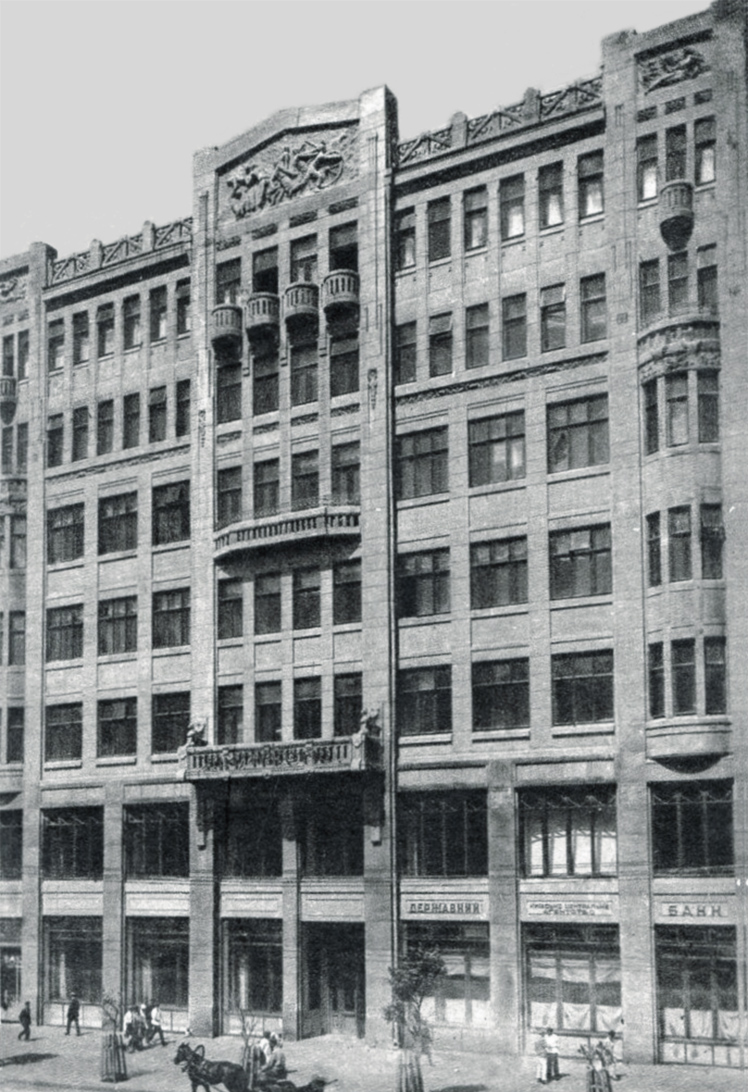
Будинок трестів. Фото 1920-х

Спадкоємці Кейля продали садибу почесному громадянинові, синові цукрозаводчика Іллі Заксу. Триповерховий будинок розібрали, а на його місці впродовж 1911—1912 роках звели семиповерховий прибутковий будинок за проєктом інженера Йосипа Зекцера та архітектора Дмитра Торова. Будинок став одним із найвищих на Хрещатику. На той час це був новий тип висотної споруди.
У підвалі містилися склади для крамниць, на першому поверсі — крамниці, на другому–сьомому — по дві-три квартири, в мансарді — пральня. Вікна кабінетів і зал площею близько 200 м² виходили на вулицю, а кухонь, кімнат для прислуги і санвузлів — на подвір'я.
Приміщення також здавались різним установам, конторам і крамницям.
У будинку були проведені водогін і каналізація. У ризаліті облаштували ліфтову шахту.
1919 року будівля згоріла. У 1927—1928 роках її відбудували за проєктом архітекторів Михайла Анічкіна та І. Когана.
Приміщення зайняли різні трести (фарфоро-фаянсовий та інші), від чого споруду назвали «Будинком трестів».
За станом на 2020 рік, у будинку на першому поверсі розміщені офіси і торговельні заклади.

## Архітектура
Будинок оформлений у стилі пізнього модерну. Симетричний чоловий фасад має п'ятидільну композицію. Її утворюють три розкріповки, які увінчують щипці з барельєфами. Центральну розкріповку акцентовано на третьому та п'ятому поверхах широкими балконами, а на сьомому — чотирма півциркульними балкончиками. Бічні розкріповки на рівні третього–п'ятого поверхів виділені еркерами.
Надвіконні фільонки, фризи, лізени декоровані рельєфним класицистичним орнаментом: пальметами, фестонами-гірляндами. Балюстрада балкона на третьому поверсі прикрашена фігурами грифонів.
Аттик декорували барельєфом, реплікою на твір бельгійського скульптора Константена Меньє «Тріумф праці» у Брюсселі. Уперше в монументальній скульптурі Києва відобразили тему праці.

«Тріумф праці»
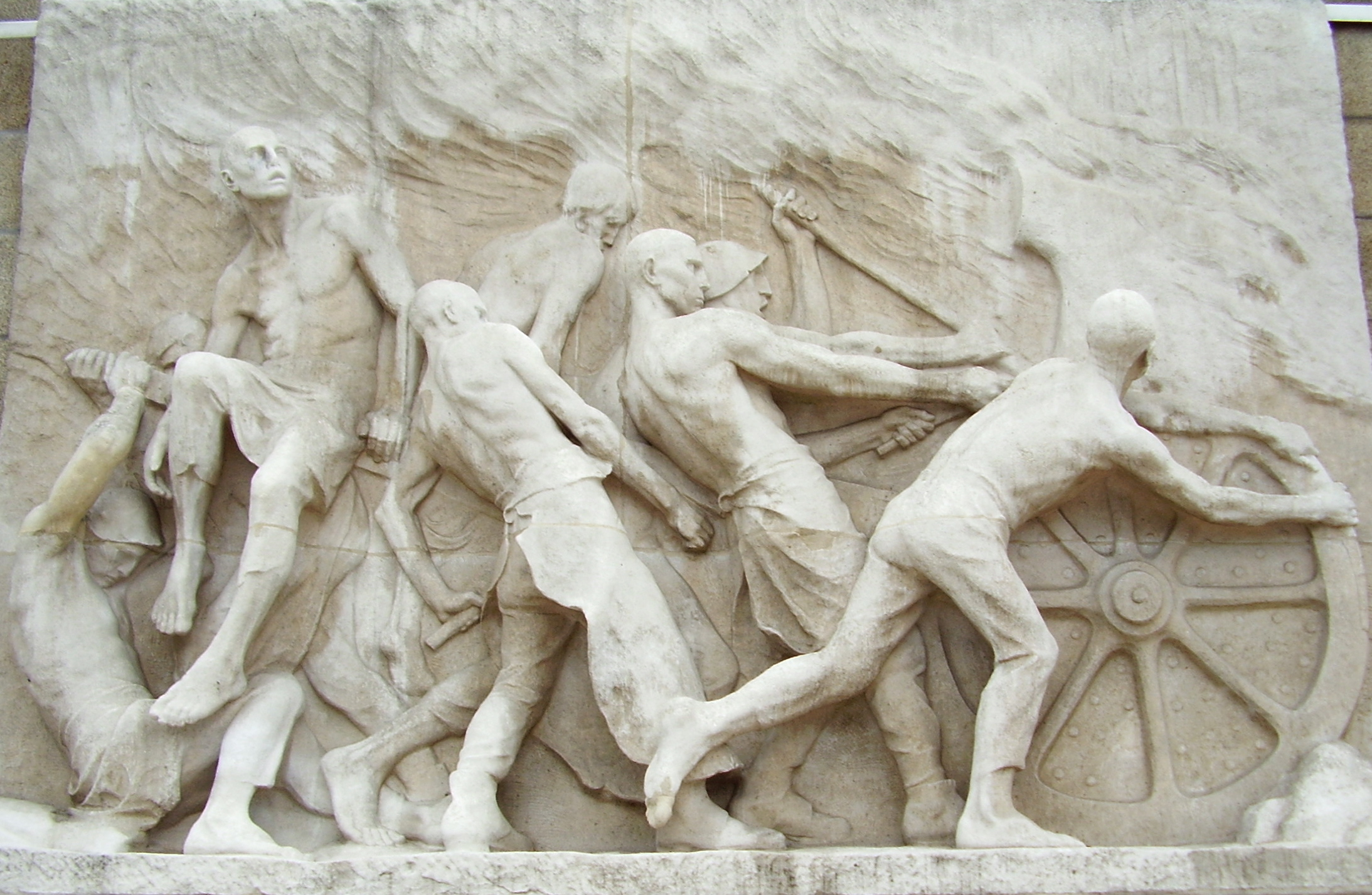
Оригінал Константена Меньє у Брюсселі
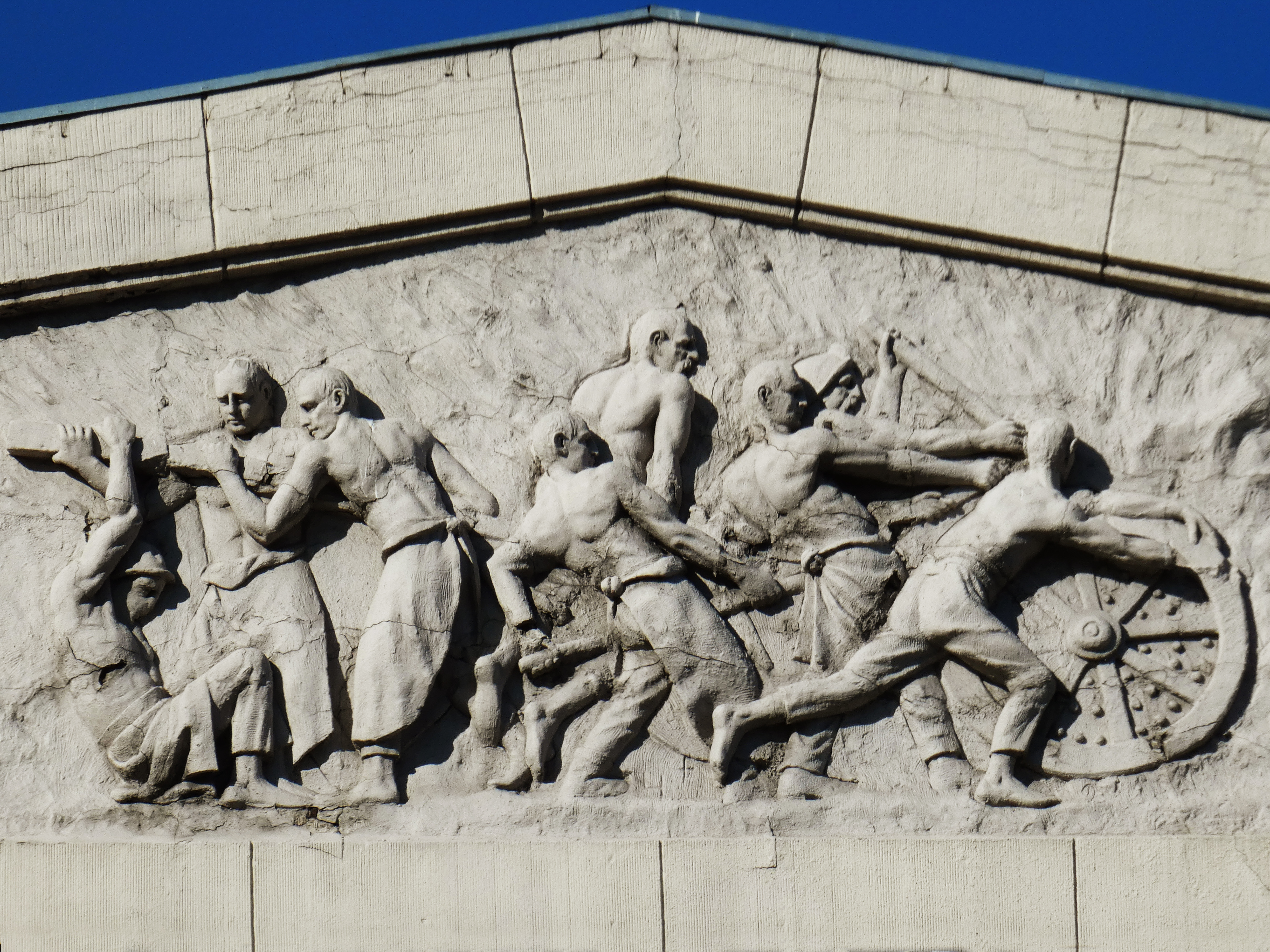
Репліка на київському будинку

Декор
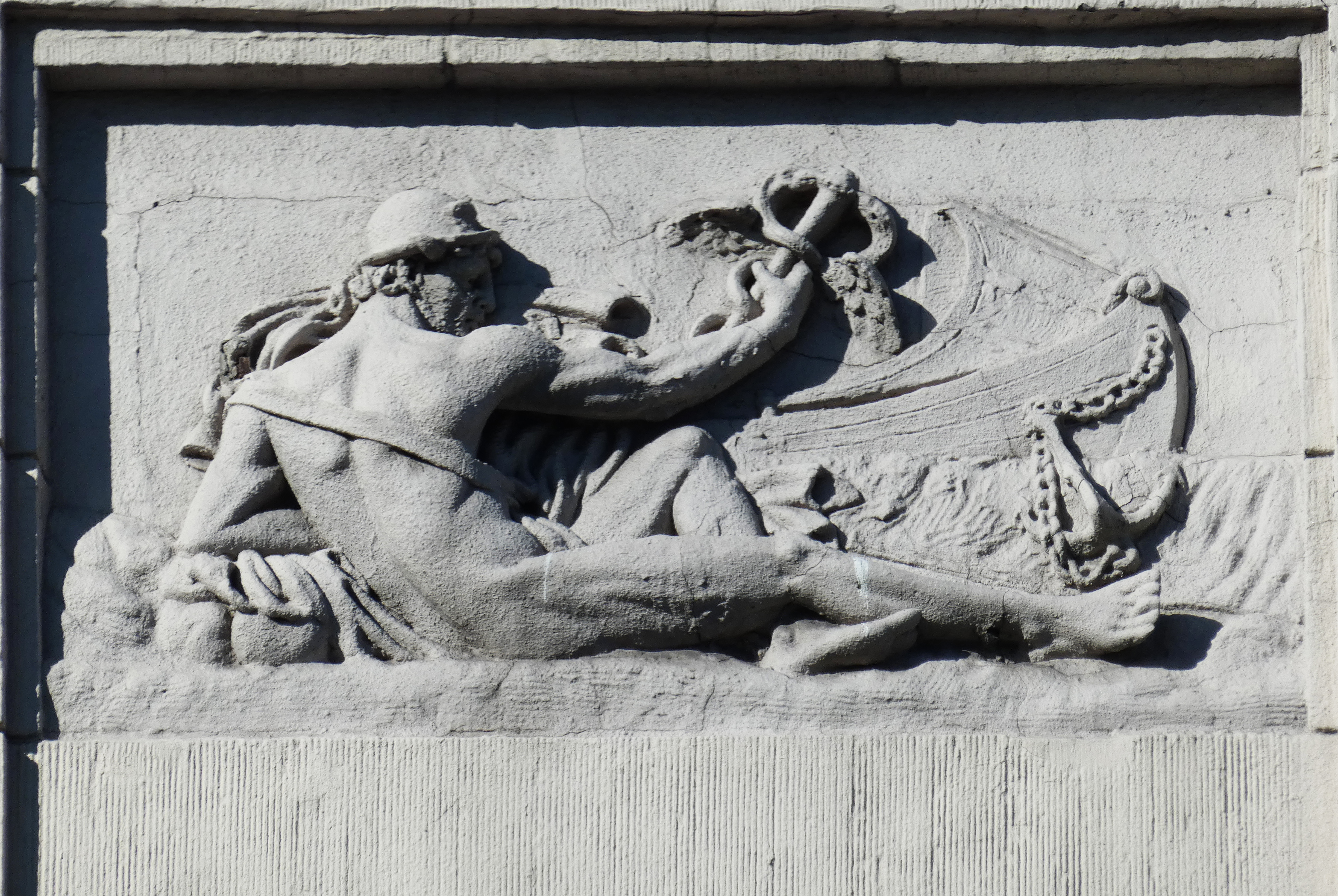
Меркурій з кадуцеєм на лівому щипці
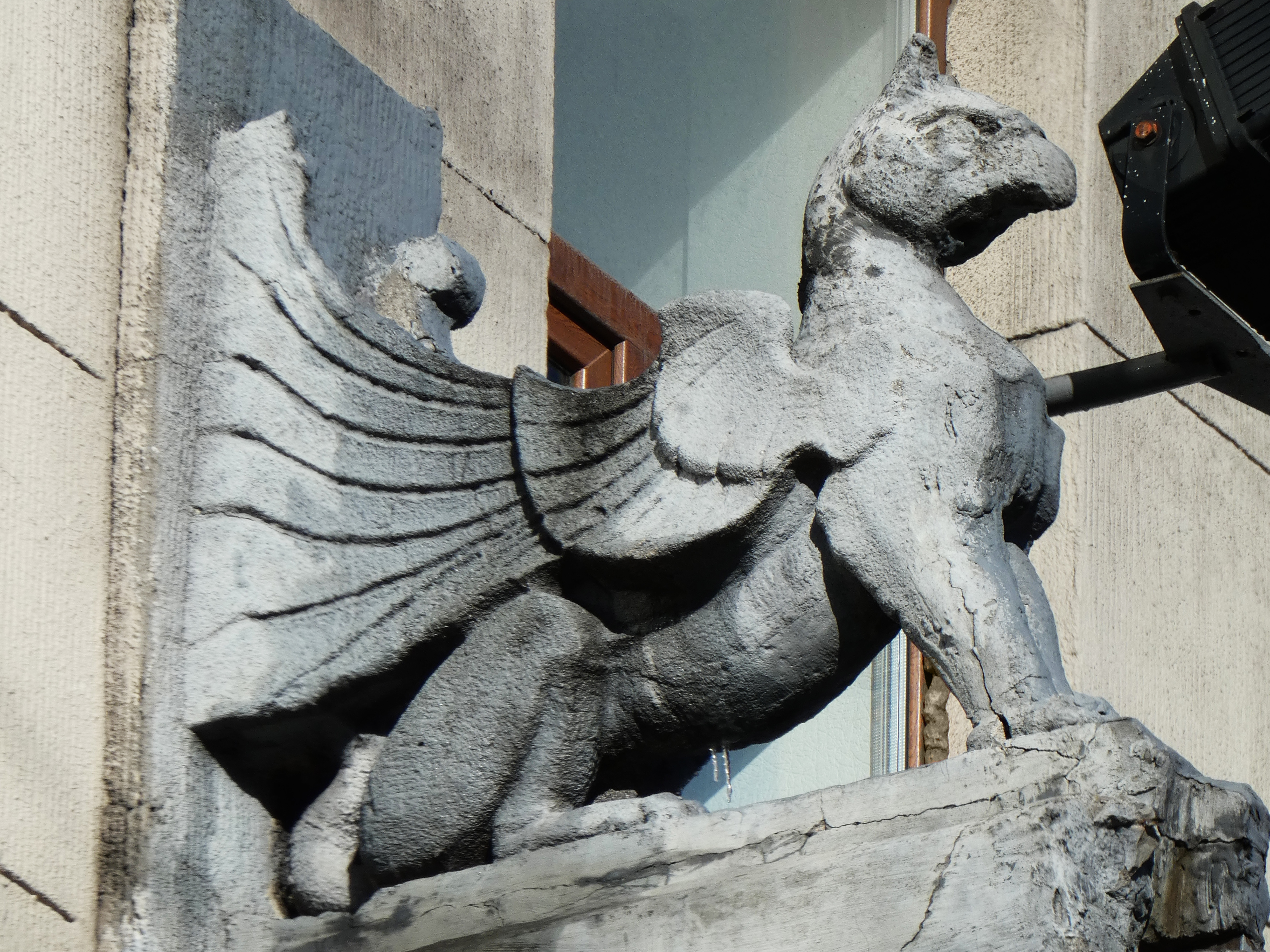
Грифон на балконі
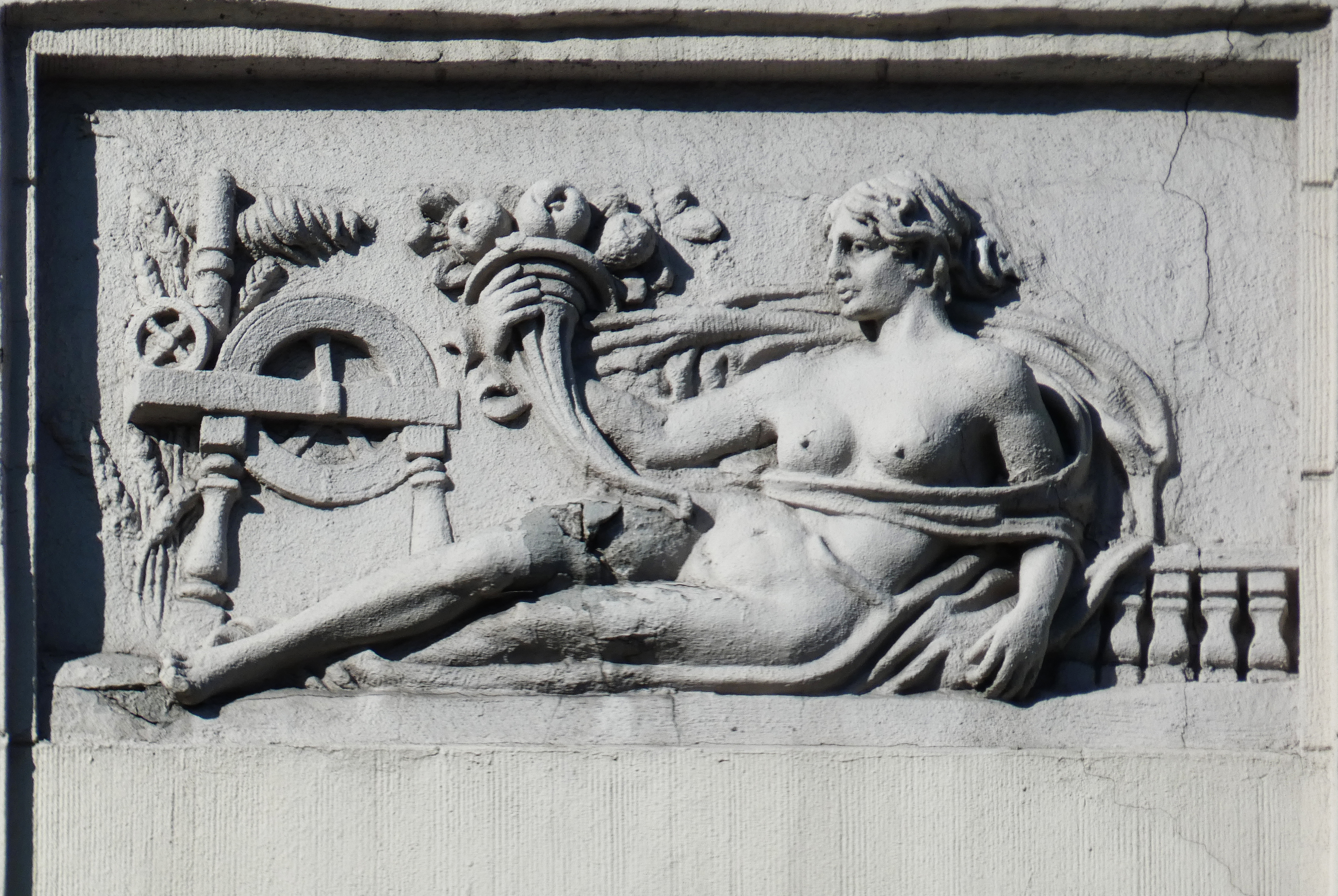
Фортуна з рогом достатку на правому щипці